# Tratado de Buczacz

La Mancomunidad polaco-lituana en 1672-1676.

El Tratado de Buczacz (o de Búchach) fue un pacto entre la República de las Dos Naciones del rey Miguel Korybut Wiśniowiecki, que no había logrado reunir un ejército adecuado, y el Imperio otomano, que se firmó el 18 de octubre de 1672 en Búchach y puso fin a la primera fase de la guerra polaco-otomana de 1672-1676.
En virtud del tratado, Polonia se comprometió a:
- ceder parte del territorio del Voivodato de Podolia a los otomanos, que pasaría a formar el eyalato de Podolia.
- pagar un tributo anual de veintidós mil táleros;
- entregar parte del territorio del Voivodato de Bratslav y la parte meridional del de Kiev al Hetmanato cosaco (conocido como la «Ucrania otomana»), que había combatido en liga con los otomanos, dirigido por Petró Doroshenko.

Las hostilidades se reanudaron en la primavera de 1673, ya que el Sejm nunca ratificó el tratado. En 1676 sus disposiciones fueron modificadas por las cláusulas del nuevo Tratado de Żurawno, que permitió a Polonia recuperar un tercio del territorio perdido (Bila Tserkva y Pawalocz).